# Stepne, Sumî
Stepne (în ucraineană Степне) este un sat în comuna Pidlisnivka din raionul Sumî, regiunea Sumî, Ucraina.

## Demografie
Componența lingvistică a localității Stepne
     Ucraineană (98,98%)
     Rusă (1,02%)
Conform recensământului din 2001, majoritatea populației localității Stepne era vorbitoare de ucraineană (98,98%), existând în minoritate și vorbitori de rusă (1,02%).